# 萩原町立山之口中学校
萩原町立山之口中学校（はぎわらちょうりつ やまのぐちちゅうがっこう）は、かつて岐阜県益田郡萩原町（現・下呂市）にあった公立中学校。

## 概要
- 旧・大野郡山之口村の中学校であった。
- 山之口小学校に併設され、校舎は共用であった。1968年萩原町立北中学校に統合され、廃校。
- 小中学校共用の校舎は現存し、改装後、宿泊研修施設の位山自然の家として利用されている[1]。

## 沿革
- 1947年（昭和22年）
  - 4月 - 大野郡山之口村に山之口村立山之口中学校として開校。山之口村立山之口小学校に併設。
  - 12月 - 校舎老朽化と教室不足が深刻となる。学校建築準備委員会が発足。
- 1948年（昭和23年）4月18日 - 学校建築委員会が発足し、小中学校共用の校舎の新築が決まる。
- 1952年（昭和27年）5月3日 - 小中学校共用の校舎（木造2階建）を新築。
- 1956年（昭和31年）8月25日 - 益田郡萩原町、川西村、大野郡山之口村が合併し、益田郡萩原町が発足。同時に萩原町立山之口中学校に改称する。
- 1968年（昭和43年）3月 - 萩原町立北中学校に統合され、廃校。